# Парк имени 60-летия нефти Татарстана
Парк имени 60-летия нефти Татарстана — парк культуры и отдыха, расположенный в центре города Альметьевска Республики Татарстан.

## История
В 1958 году решением горисполкома Альметьевска было принято решение о строительстве на полях бывшего колхоза «Дирижабль» нового объекта — «Парка культуры и отдыха имени 40-летия Октября». Совместными усилиями компании «Альметьевнефть», отдела капитального строительства города и местных строительных организаций территория будущего парка была облагорожена, были высажены саженцы деревьев и кустарников, появились дорожки и аллеи, скульптуры, места отдыха и первые аттракционы.
Первоначально в центре парка был воздвигнут обелиск памяти жертв Гражданской войны, на котором было высечено 18 фамилий. В 1975 году на его месте был открыт мемориальный комплекс памяти погибших в годы Великой Отечественной войны — «Вечный огонь».
Во времена «перестройки» парк был заброшен, однако в конце 1990-х годов благодаря поддержке компании «Татнефть», базирующейся в городе, он был реконструирован: были вырублены и выкорчеваны более тысячи засорявших территорию «сорных» деревьев, разработан проект перепланировки и благоустройства, проведена замена коммуникаций, возведена электроподстанция, уложена брусчатка, установлены новые аттракционы. Торжественное открытие обновлённого парка состоялось 29 августа 2001 года.
В 2003 году в честь юбилея первой добычи нефти на территории Татарстана Постановлением Главы администрации Республики парк был переименован в «Городской парк имени 60-летия нефти Татарстана».
В 2005 году на территории парка была открыта Аллея Героев, вдоль которой установили бюсты 24 Героев Социалистического Труда и полных кавалеров ордена Трудовой Славы, прославивших своим трудом Альметьевск и Альметьевский район.
С 2007 года на территории парка работает детский зоопарк, насчитывающий свыше 100 единиц животных и птиц.
8 мая 2015 года, накануне празднования 70-летия окончания Великой Отечественной войны, на территории парка были открыты памятники «Героям — уроженцам Альметьевского района» и «Детям войны. Труженикам тыла».

## Описание
В настоящее время на территории парка ежегодно высаживаются клумбы с более чем 25 видами однолетних и многолетних цветов, большую часть занимают газоны, а также насаждения кустарников и деревьев. Кроме того, парк украшен малыми архитектурными формами, выполненными из природных материалов.
Для посетителей доступны 30 аттракционов, в том числе и экстремальных, спортивные площадки, теннисные корты, детское кафе «Ассоль», зоопарк, пункт проката спортивного инвентаря. В выходные на местной сцене выступают коллективы художественной самодеятельности. Также здесь регулярно отмечаются государственные и традиционные праздники народов Республики — от Дня России и Дня Республики Татарстан до масленицы и курбан-байрама.

## Награды
- победитель конкурса парков России и СНГ «Хрустальное колесо» (2003, 2009, 2012)[6]
- обладатель приза международного конкурса «Golden Pony Awards — Золотое Пони» (2014)[6]

## Галерея

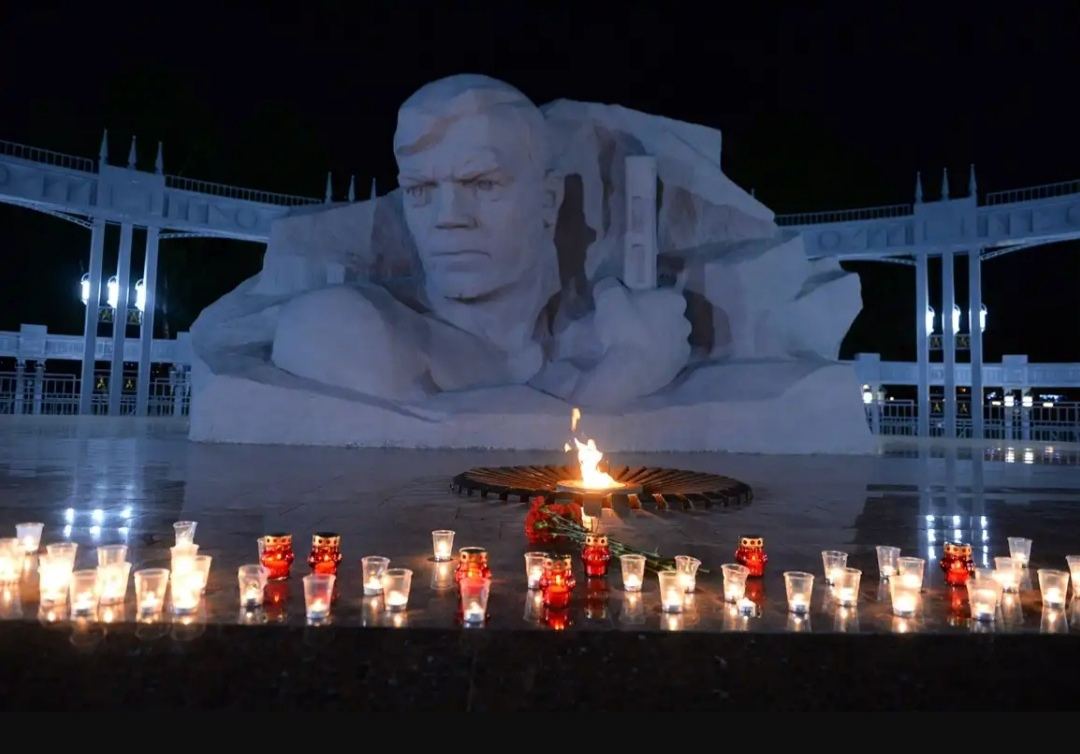
Мемориал «Вечный огонь»
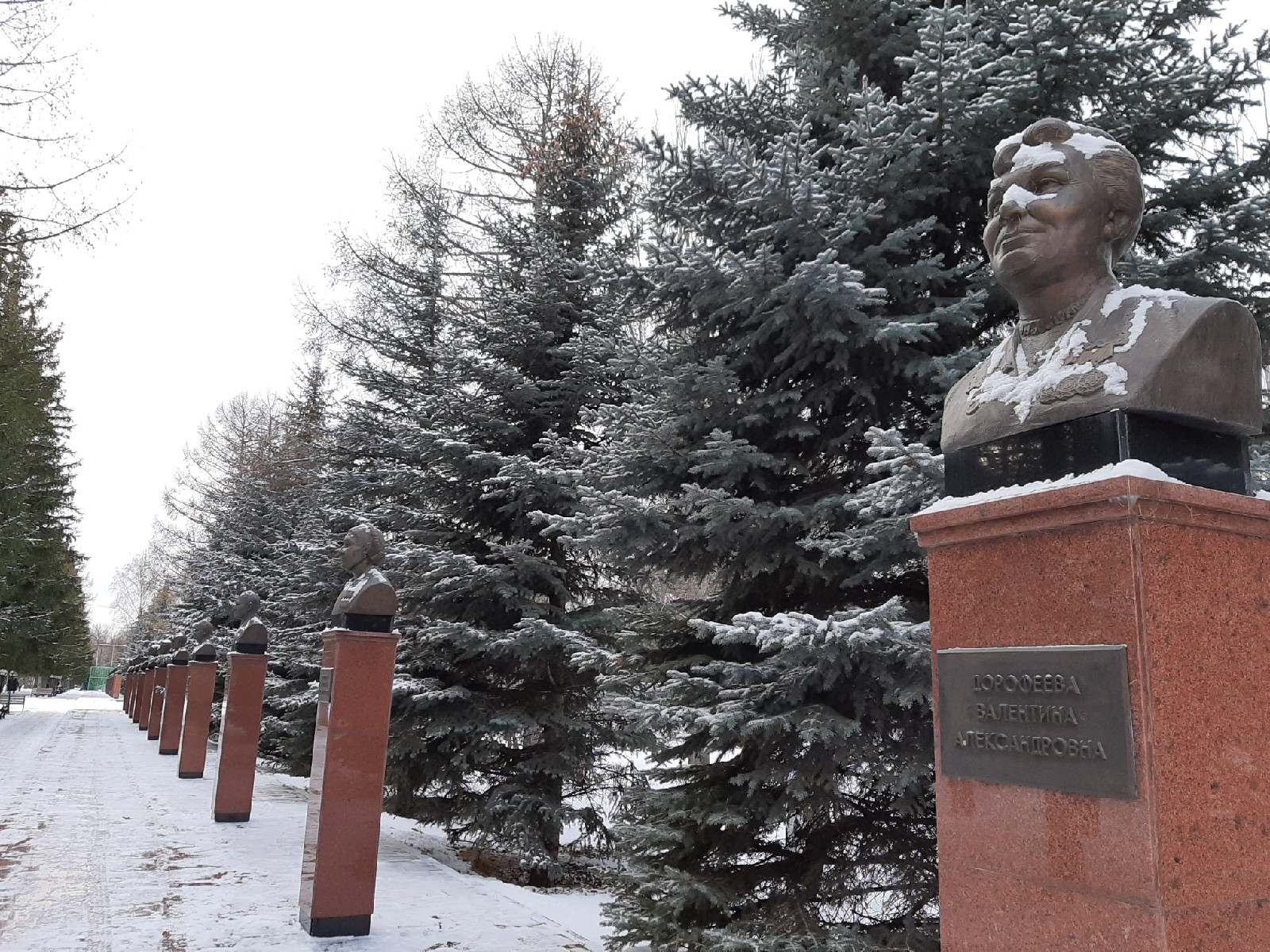
Аллея Героев
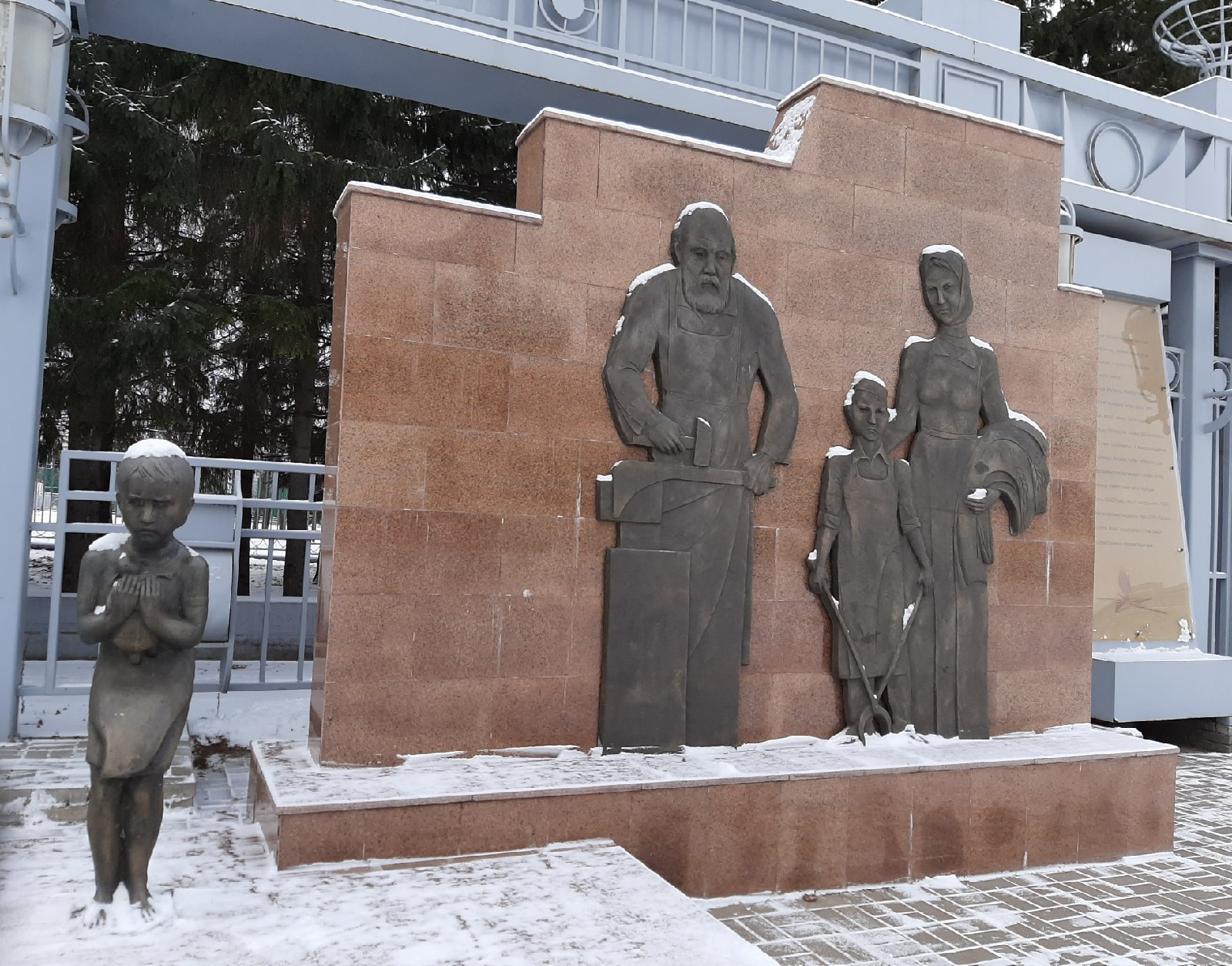
Памятник «Детям войны. Труженикам тыла»